# Koning Boudewijnpark (Jette)
Het Koning Boudewijnpark (Frans: Parc Roi Baudouin) is een park gelegen in de Brusselse gemeente Jette. Het is een wijkpark met een recreatieve functie in de Molenbeekvallei.
In het park ligt de Romeinse villa van Jette.

## Oorsprong
Oorspronkelijk werd er een snelweg gepland door het gebied, die de huidige omleiding met snelwegprofiel van de N9 in Zellik zou verbinden met de De Smet de Naeyerlaan in Jette. In de jaren zeventig werd op grondgebied van de toenmalige gemeente Zellik effectief gestart met de aanleg van deze weg. In 1977 besliste de gemeente Jette echter om een park in de Molenbeekvallei aan te leggen. Dit park zou het Laarbeekbos, de moerassen van Jette en Ganshoren, het Poelbos, het Dielegembos en de Heilig-Harttuin met elkaar moeten gaan verbinden. Met de afwerking van de derde fase van het Koning Boudewijnpark in 1989 werd dit streefdoel effectief gerealiseerd. Door al deze groene ruimtes te verbinden wilde men een noordelijke tegenhanger creëren voor het Terkamerenbos en het Zoniënwoud in het zuiden en de parken in de Woluwevallei in het oosten van Brussel. Aangezien het om een grote opdracht ging, werd het project uitgevoerd door het Brussels Gewest. Deze kocht omstreeks 1980 alle terreinen op die noodzakelijk waren voor de realisatie van dit park. Naar aanleiding van de 150ste verjaardag van de Belgische monarchie in 1980 werd het park vernoemd naar koning Boudewijn. Aanvankelijk bestond het plan om in het park een groot tentoonstellingscomplex voor bloemen te realiseren, de zogenaamde Brusselse Floraliën, maar dit plan stootte op heftig verzet en werd daarom nooit gerealiseerd. De drieste manier waarop het park werd aangelegd en de exorbitante kostprijs van het park leidde tot heel wat ongenoegen in de media en bij buurtbewoners.

## Het park

### Eerste fase
De eerste fase werd gerealiseerd van 1979 tot 1981. Dit deel van het park omvat de Heilig-Harttuin en werd uitgebreid met het laagst gelegen deel van de Molenbeekvallei. Het gaat om een klassiek landschapspark gedeeltelijk gebaseerd op de oorspronkelijke plannen van architect en burgemeester Bonaventure in 1815. De aanwezige vijver is het laatste overblijfsel van de visvijver van de watermolen van de Abdij van Dielegem.. Er was in 1979 heel wat verontwaardiging over de manier waarop dit deel van het park werd aangelegd: bomen uit het voormalige kloosterdomein werden gerooid zonder vergunning en bij de Wemmelse steenweg werden twaalf huizen onteigend. In maart 1979 werd zelfs een betoging georganiseerd uit protest tegen de gang van zaken. BRAL, de Brusselse Raad voor het Leefmilieu, stelde een klachtenbundel op over drieste manier waarop hier werd te werk gegaan. Uiteindelijk werd de eerste fase plechtig geopend op 21 maart 1981. 

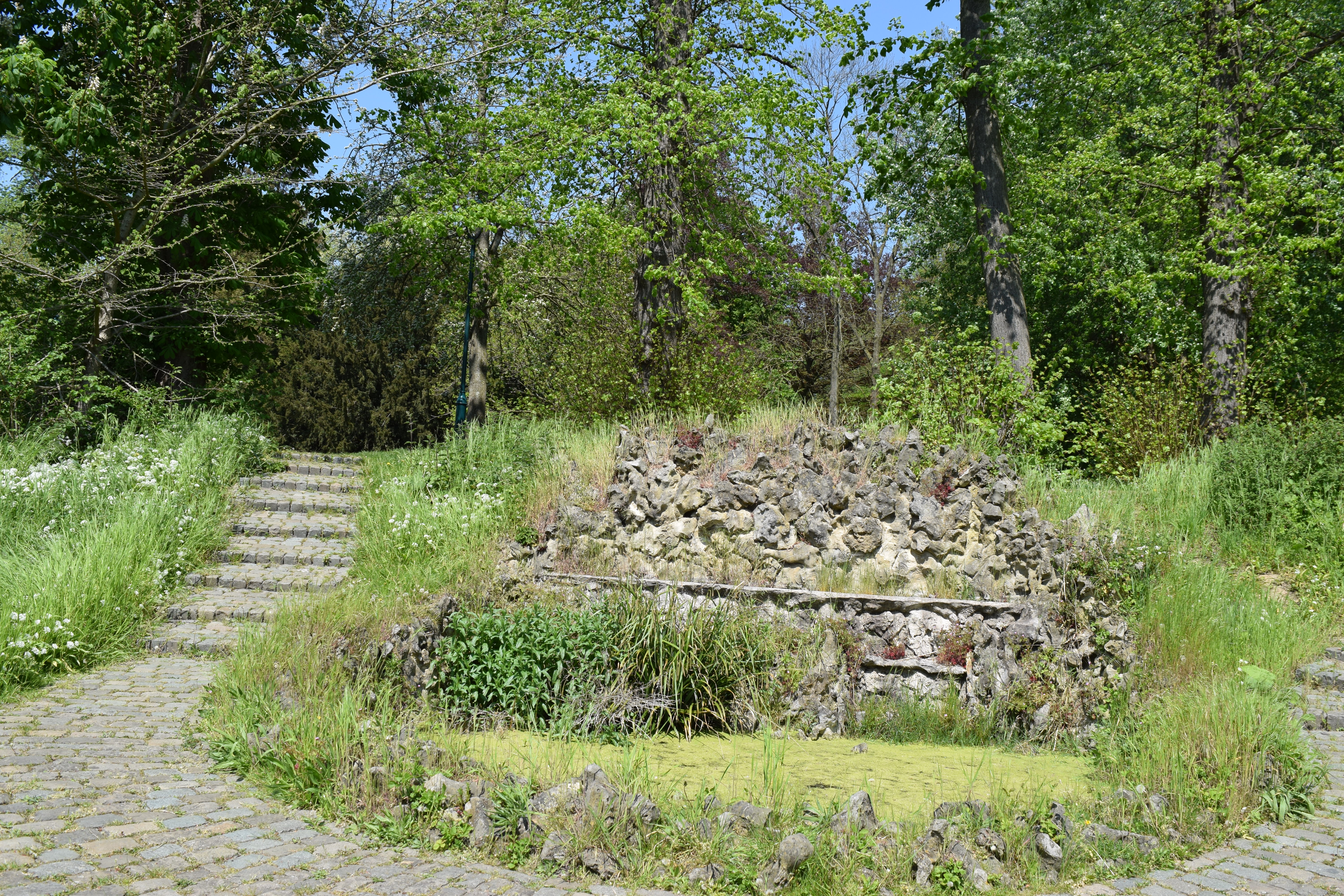
Sierelement in het landschapspark
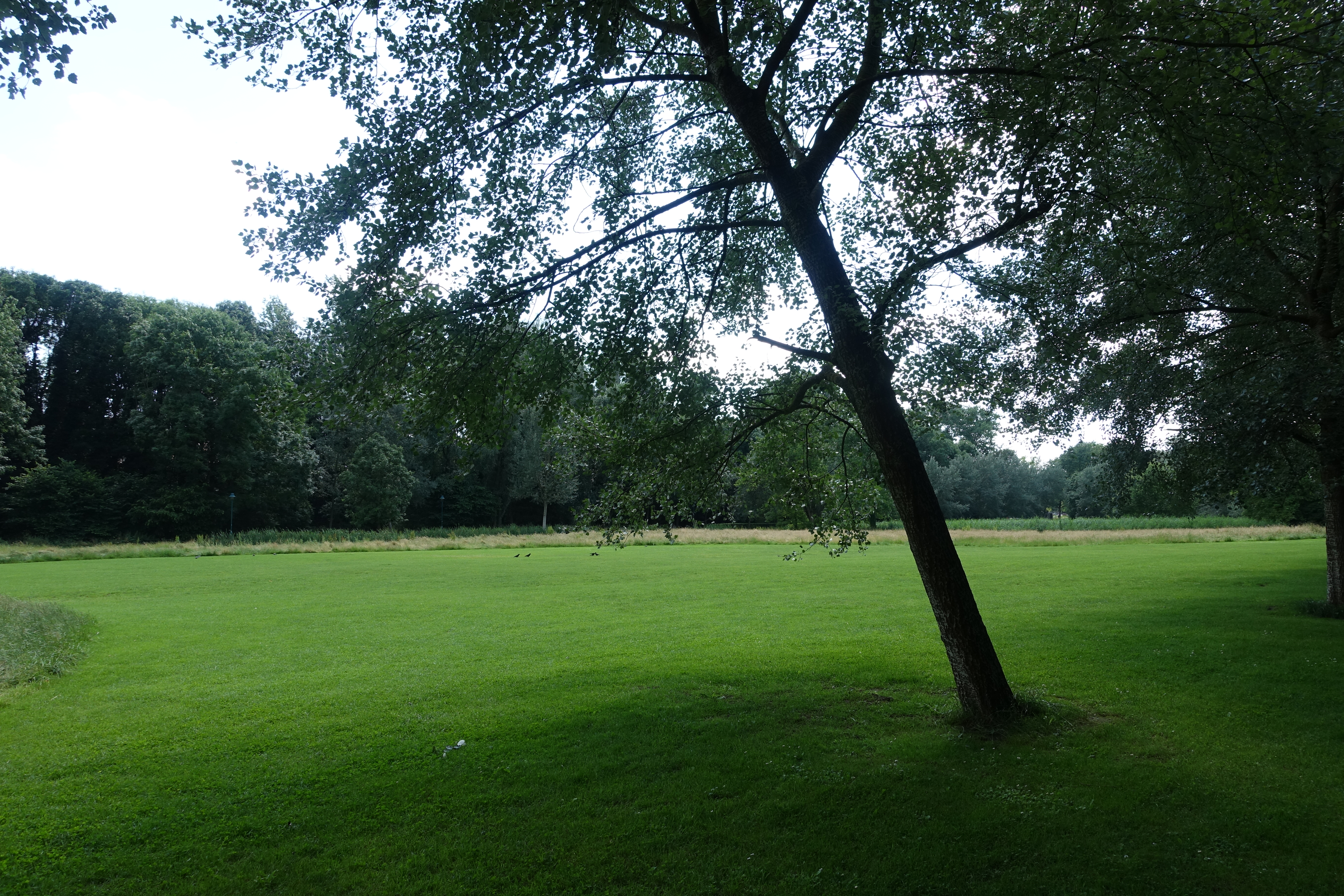
Fase 1: uitbreiding van de Heilig Harttuin naar het lagere deel aan de Molenbeek
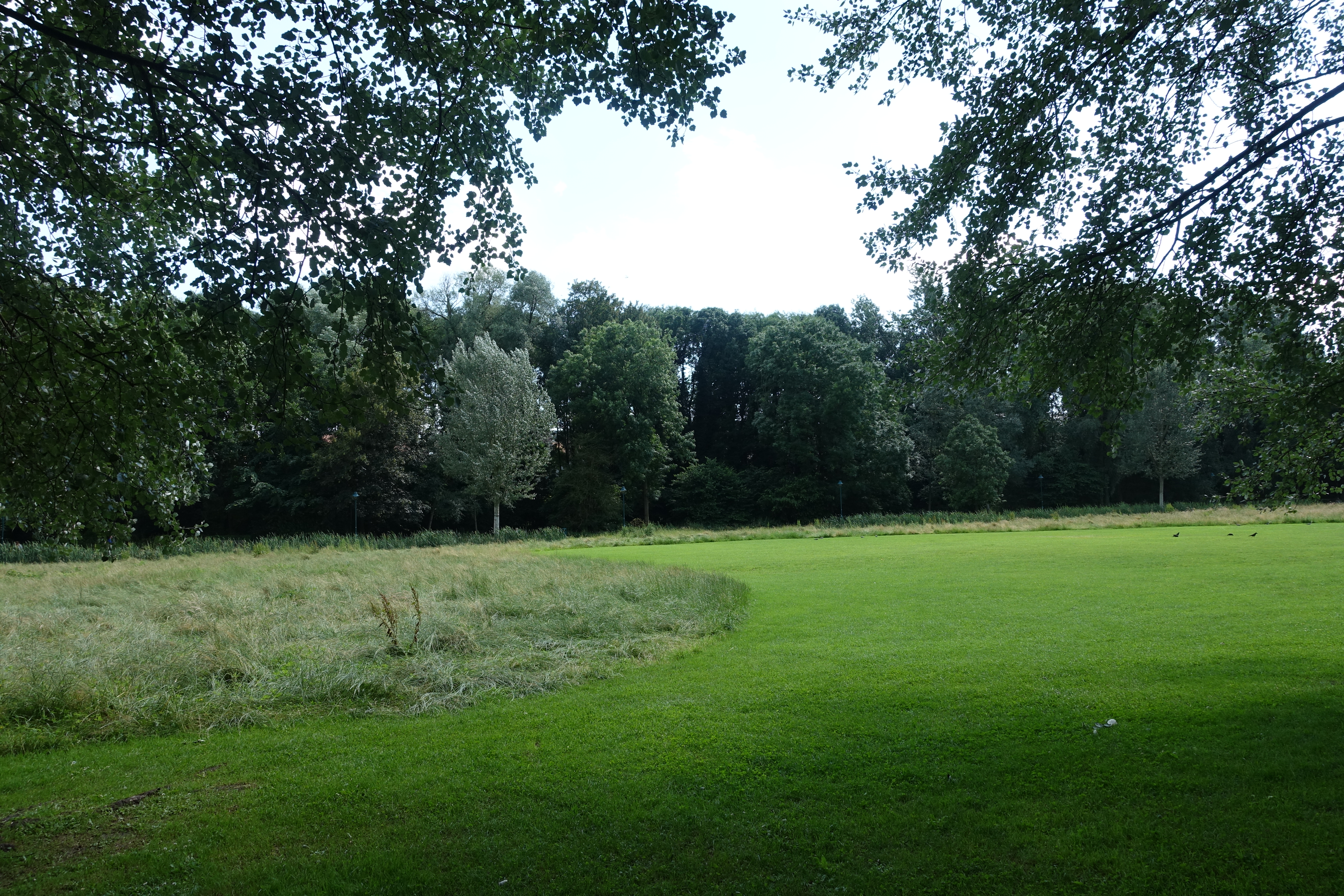
Fase 1, het lagere deel aan de Molenbeek
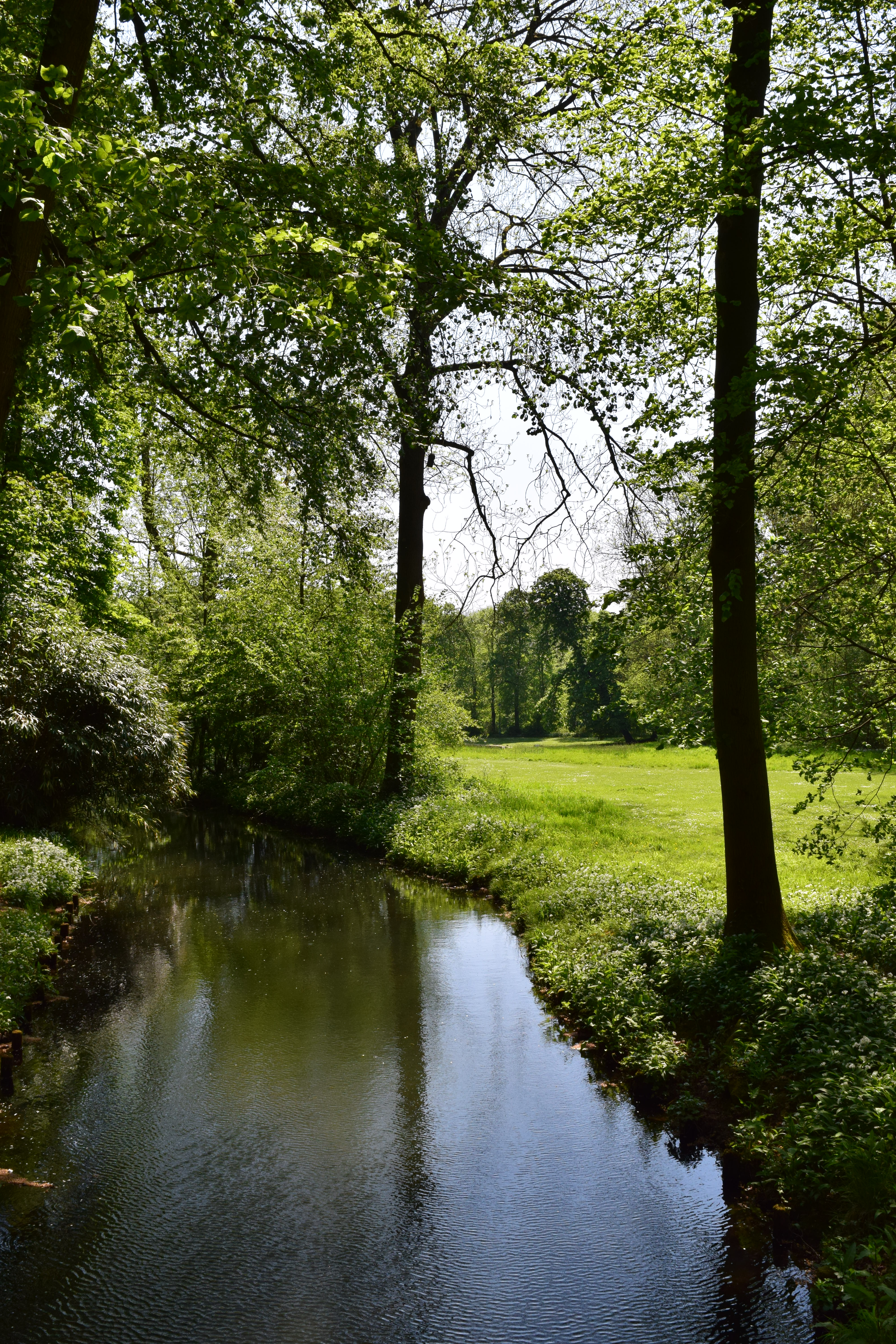
De Molenbeek in het Boudewijnpark.
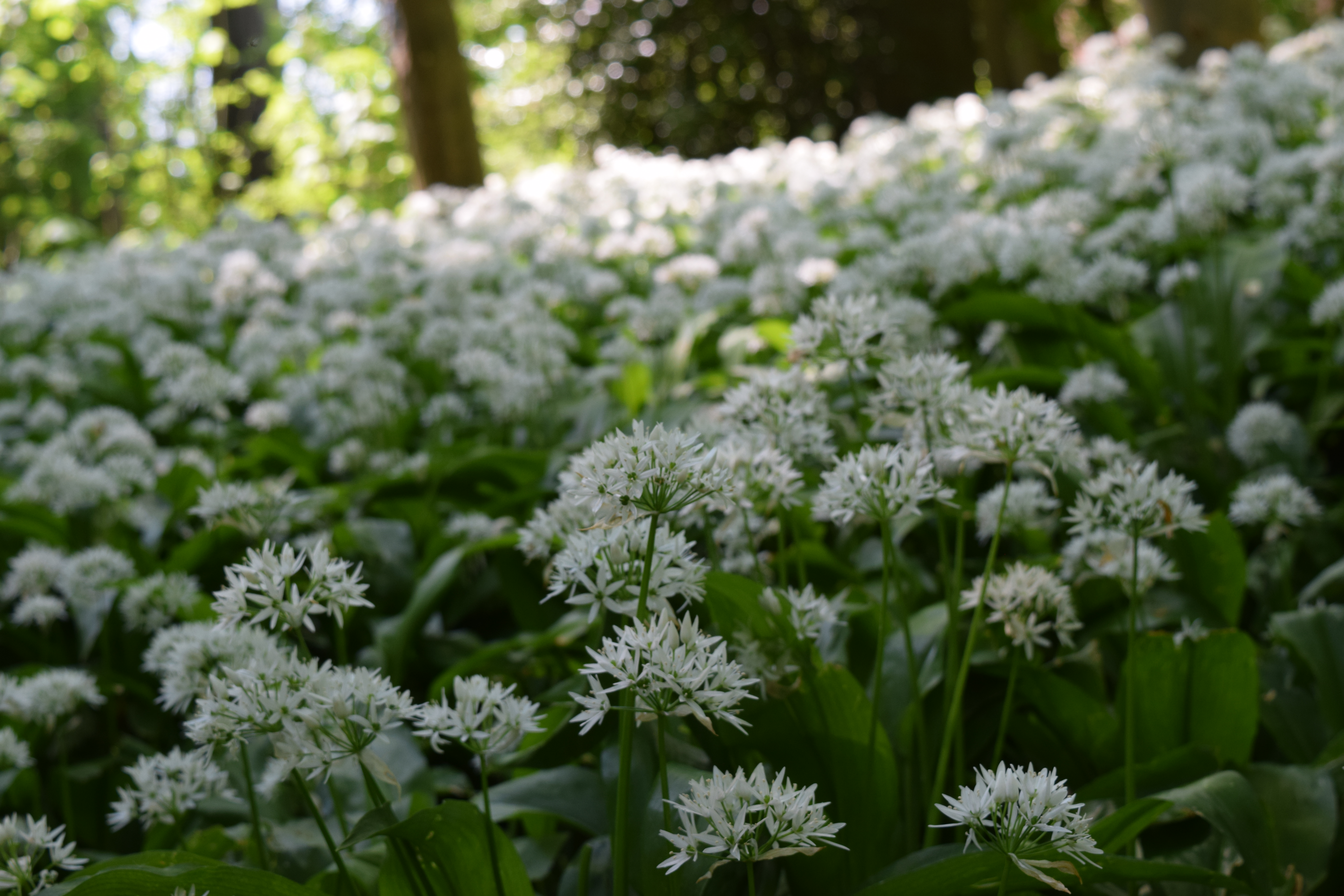
Grote partijen Daslook in het Boudewijnpark

### Tweede fase
De tweede fase bevindt zich tussen de Eugène Toussaintstraat en de Tentoonstellingslaan. Bij de aanleg in 1983 kwam er veel kritiek omdat het oorspronkelijke natuurlijke landschap verdween voor een kunstmatige aanleg. In 1992 werd hieraan tegemoetgekomen door een meer natuurlijke aanleg.

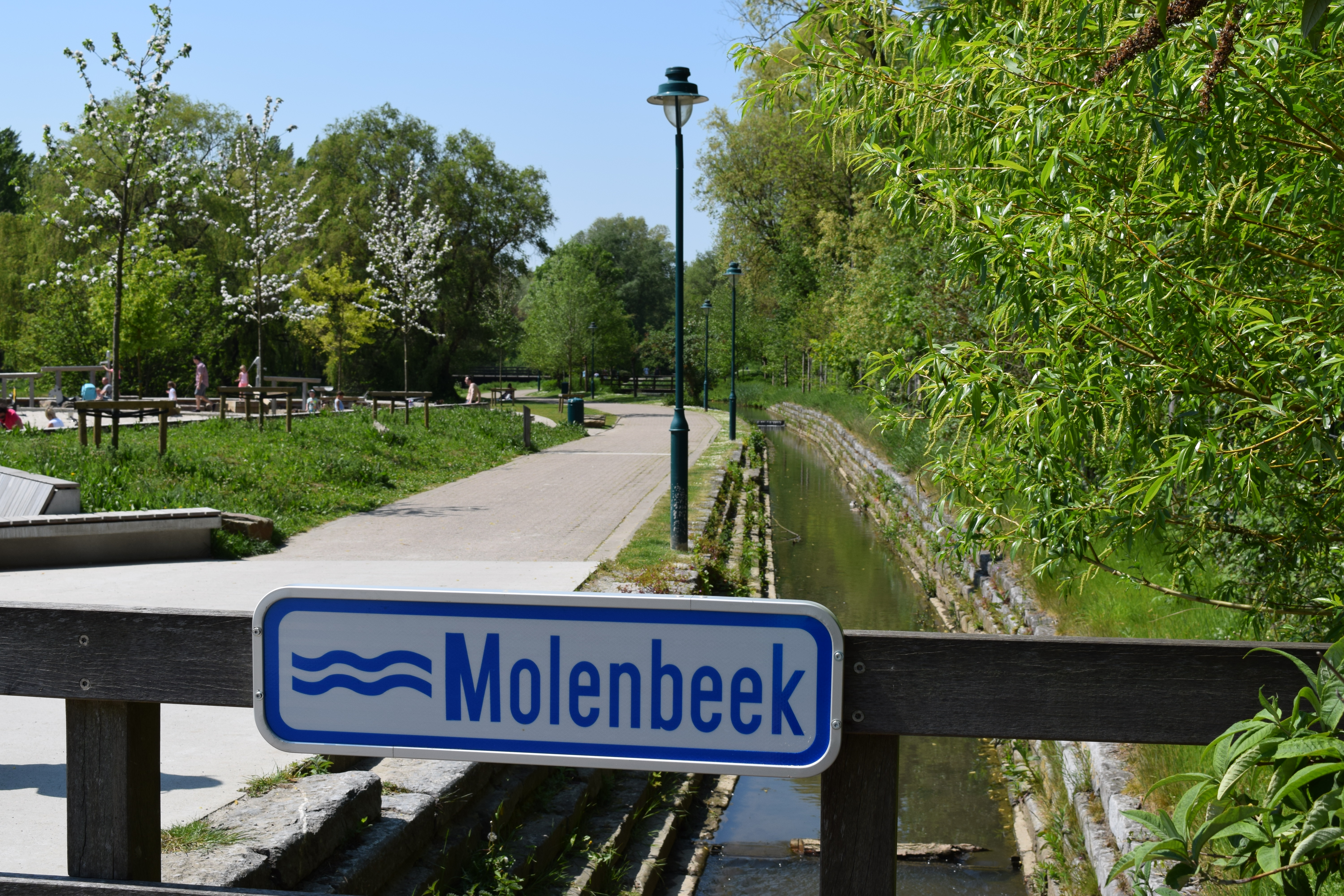
De Molenbeek in het Koning Boudewijnpark fase 2
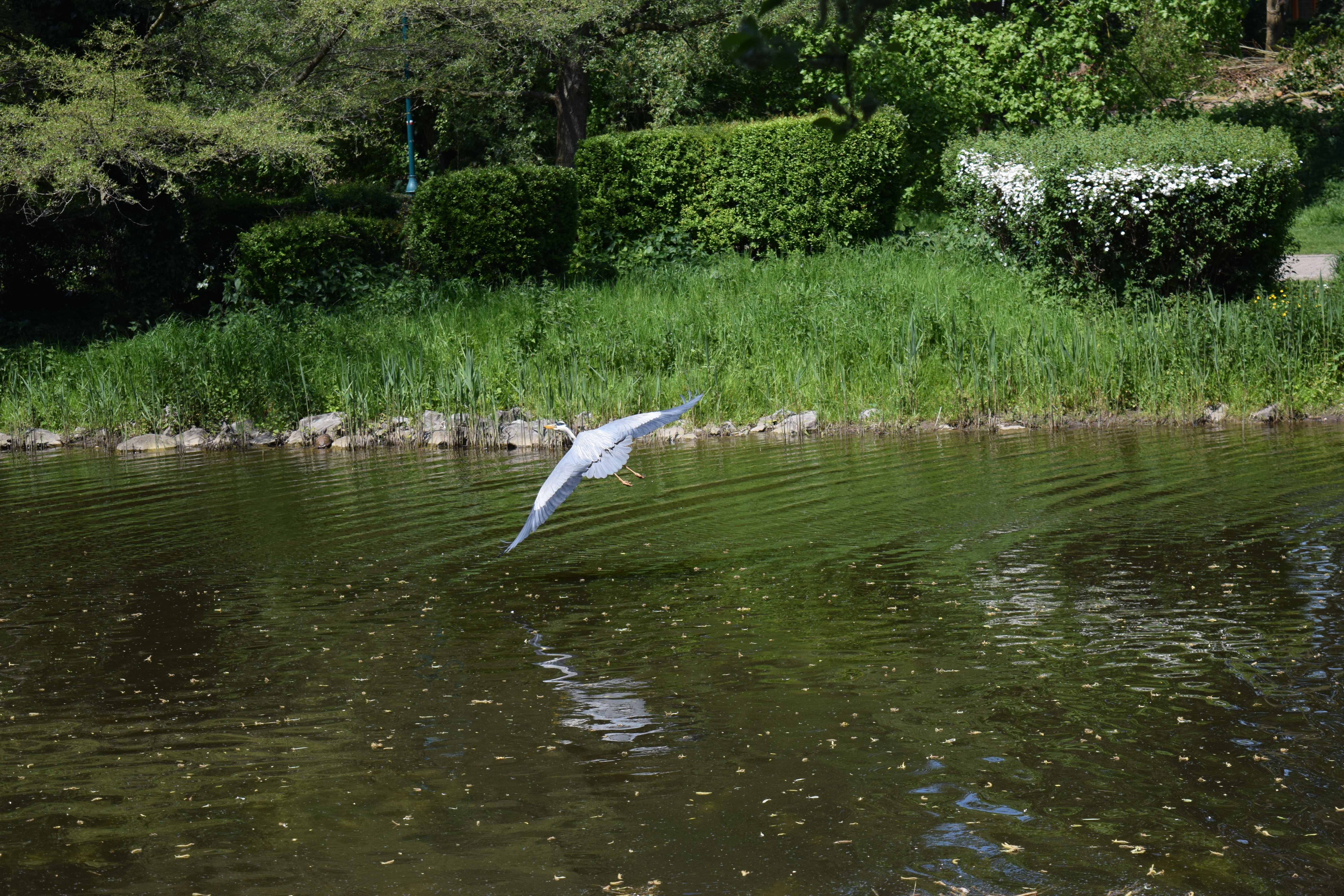
Een van de reigers over de vijver

### Derde fase
De derde fase maakt de verbinding tussen de eerder gerealiseerde delen van het park en het Laarbeekbos, Poelbos en het Moeras van Ganshoren. De chalet van Laarbeek, in 1908 opgetrokken in neonormandische stijl, ging deel uitmaken van het meer formele deel van het park en huist vandaag een restaurant. Verder zijn er nog weiden, een boomgaard, groentetuinen en bewerkte velden. Ook het moeras van Jette maakt deel uit van de derde fase van het Koning Boudewijnpark en ligt ten zuiden van de Kleine Sint-Annastraat en ten oosten van spoorlijn 60, die het scheidt van het moeras van Ganshoren. Door de aanleg van de spoorweg in 1881 bleef het moeras lange tijd gespaard van bebouwing en vormde het een natuurlijke oase binnen de stedelijke ontwikkeling. Sinds 1955 ging het moeras sterk verdrogen door de afleiding van veel beken naar een afvalwatercollector. Eind jaren 70 werd het opgenomen in het project van het Koning Boudewijnpark. De drainagecollectoren werden verwijderd en de vijver keerde terug.

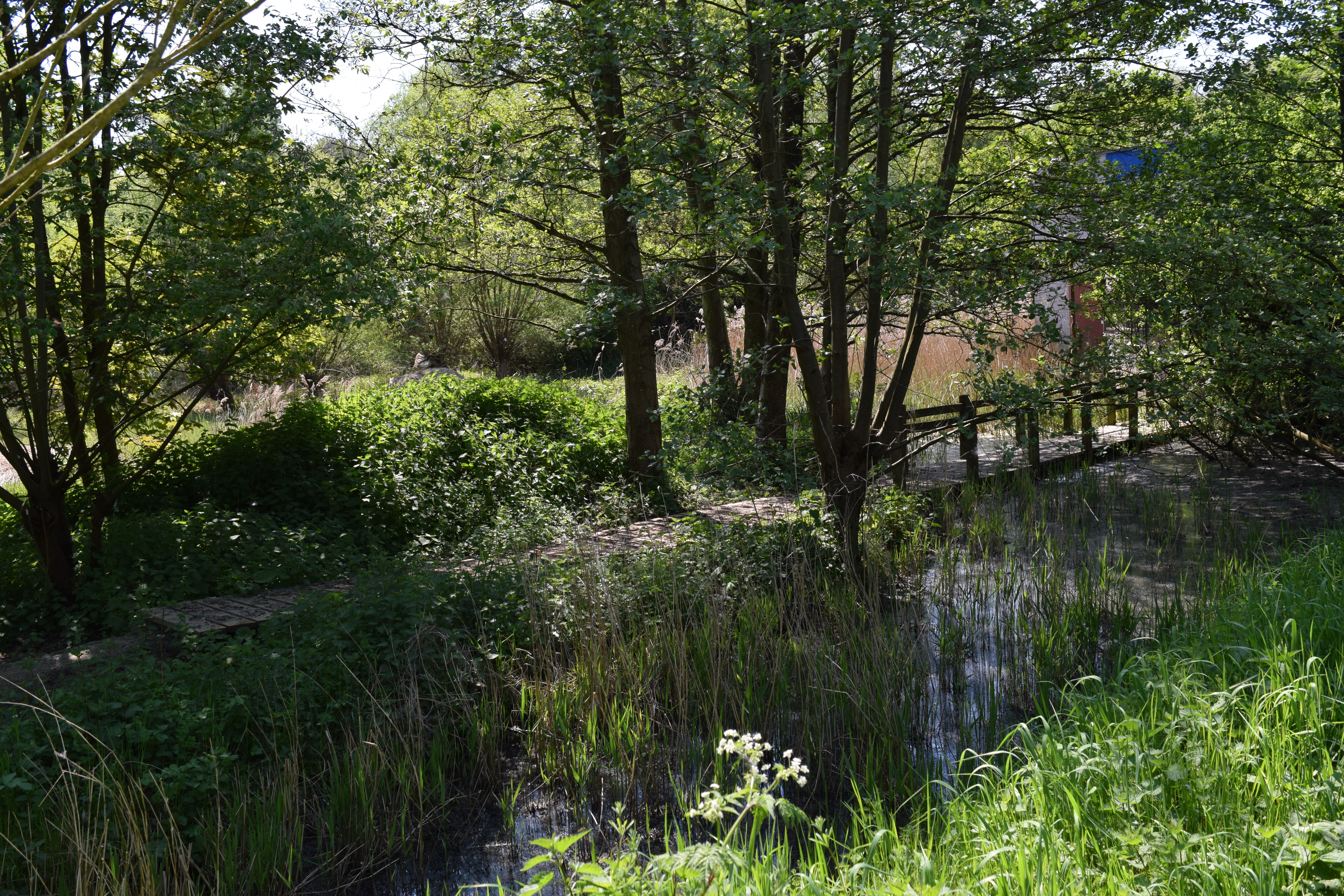
Het Moeras van Jette in het Boudewijnpark
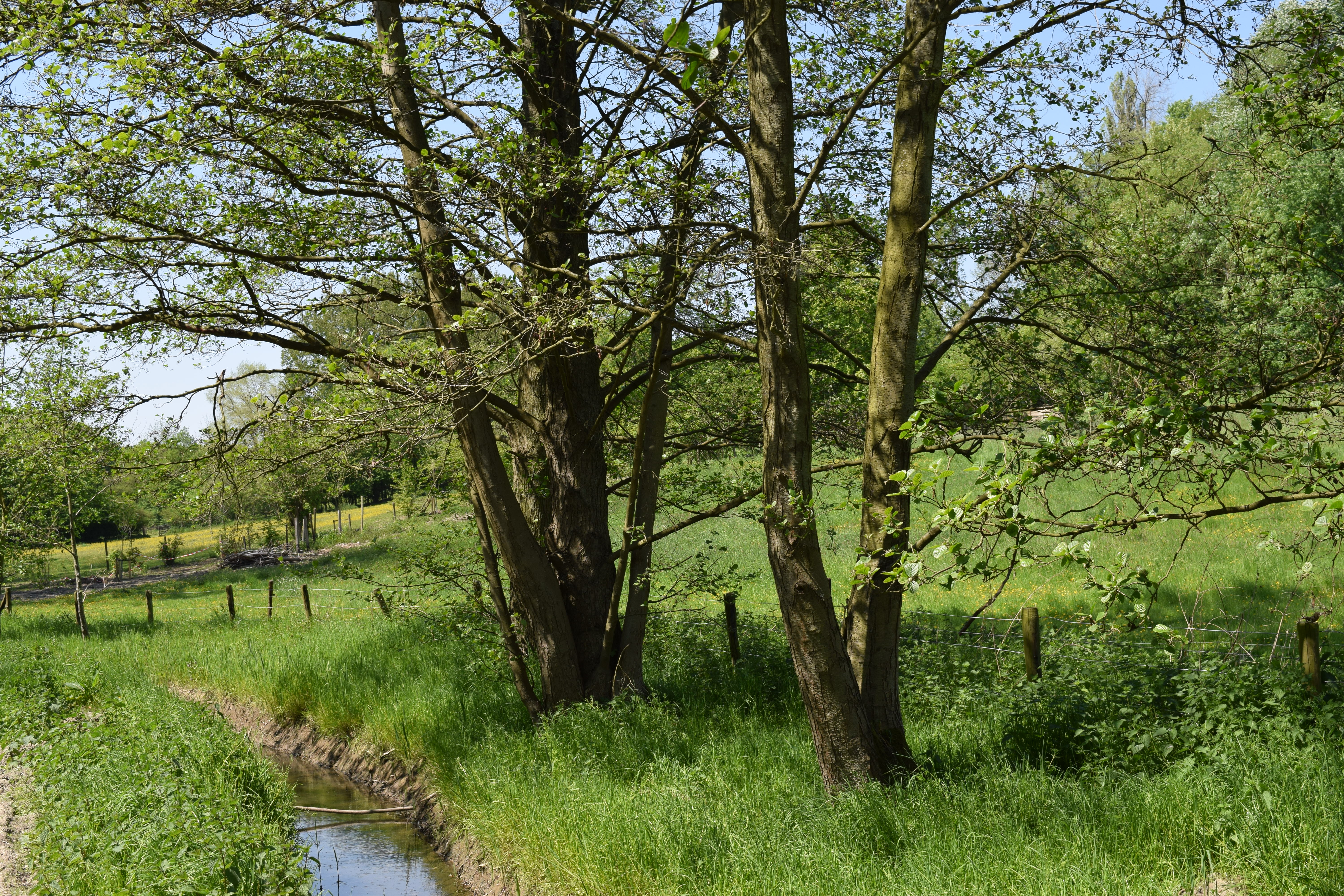
Weiden en boomgaard in het Boudewijnpark

### Bescherming
In elke van de drie delen van het park zijn gedeeltes Europees beschermd als onderdeel van Natura 2000-habitatrichtlijngebied Bossen en vochtige gebieden van de Molenbeekvallei in het noordwesten van het Brussels Gewest.